# Андрій Макін
Андрі́́й Макі́н (фр. Andreï Makine; 10 вересня 1957, Красноярськ) — французький письменник і перекладач, лауреат Ґонкурівської премії (1995) за роман «Французький заповіт». Серед її лауреатів він став першим росіянином і взагалі першим не французом. Член Французької академії з 2016 року.

## Твори
Під псевдонімом Ґабрієль Осмонд:
- Le Voyage d'une femme qui n'avait plus peur de vieillir. Paris, Albin Michel, 2001 — «Подорож жінки, що вже не боялася старітися»
- Les 20 000 Femmes de la vie d'un homme. Paris, Albin Michel, 2004 — «20 000 жінок у житті чоловіка»
- L'Œuvre de l'amour. Pygmalion, 2006 — «Твір кохання»
- Alternaissance. Pygmalion, 2011 — «Альтернативне народження»

Під іменем Андрій Макін:
- La fille d'un héros de l'union soviétique. Paris, Robert Laffont, 1990. — «Дочка Героя Радянського Союзу»
- Confession d'un porte-drapeau déchu. Paris, Belfond, 1992. — «Сповідь пропащого прапороносця»
- Au temps du fleuve Amour. Paris, Éds du félin, 1994. — «У часи ріки Амур»
- Le testament français. Paris, Mercure de France, 1995. — «Французький заповіт»
- Le crime d'Olga Arbélina. Paris, Mercure de France, 1998. — «Злочин Ольги Арбеніної»
- Requiem pour l'Est. Paris, Mercure de France, 2000. — «Реквієм по Сходу»
- La musique d'une vie. Paris, Seuil, 2000. — «Музика життя»
- La prose d'I. A. Bounine. Poétique de la nostalgie. Thèse de doctorat. Paris IV-Sorbonne, 1991. — Saint-Pétersbourg. En collaboration avec Ferrante Fêne, 2002. — «Проза І. О. Буніна. Поетика ностальгії» (докторська робота в Сорбонні)
- La terre et le ciel de Jacques Dorme. Paris, Mercure de France, 2003. — «Земля і небо Жака Дорма»
- La femme qui attendait. Paris, Seuil, 2004. — «Жінка, яка чекала»
- L'amour humain. Paris, Seuil, 2006. — «Людська любов»
- Cette France qu'on oublie d'aimer. Paris, Flammarion, 2006. — «Франція, яку забувають любити» (есе)
- Le monde selon Gabriel. Monaco, Éditions du Rocher, 2007. — «Світ за Ґабрієлем» (п'єса)
- La vie d'un homme inconnu. Paris, Seuil, 2009. — «Життя невідомого»
- Le Livre des brèves amours éternelles. Paris, Seuil, 2011. — «Книга коротких вічних кохань»
- Une femme aimée. Paris, Seuil, 2013. — «Кохана жінка»
- Le pays du lieutenant Schreiber Paris, Bernard Grasset, 2014. — «Країна лейтенанта Шрайбера»

## Нагороди і відзнаки
- 1995: Ґонкурівська премія, Ґонкурівська премія ліцеїстів, Премія Медічі (разом із Вассілісом Алексакісом) — за «Французький заповіт»
- 1998: Премія Ееви Йоенпельто (Фінляндія) — за «Французький заповіт»
- 2000: Велика медаль франкофонії (Grande médaille de la Francophonie)
- 2001: Премія RTL-Lire — за «Музику життя»
- 2005: Премія фундації принца П'єра Монакського — за весь літературний доробок
- 2005: Премія «Чарівний ліхтар» (Prix Lanterna Magica) за найкращий екранізований роман — за «Жінку, яка чекала»
- 2013: Премія Казанови — за «Кохану жінку»
- 2014: Літературна премія Вартбурга (Prix Wartburg de Littérature) — за «Країну лейтенанта Шрайбера»
- 2014: Премія Чино дель Дука

## Погляди
В 2016 році заявив, що війна на сході України — це «братовбивча війна, організована [у Києві] стратегічними злочинцями НАТО та їхніми недумними європейськими лакеями» Макін характеризує себе як проросійського, проте він відмовився сказати, чи він є прихильником президента Росії Володимира Путіна

## Зовнішні зв'язки
- Murielle Lucie Clément. «Passages et ancrages». [Архівовано 19 листопада 2015 у Wayback Machine.]